# Lagartija Nick
Lagartija Nick est un groupe espagnol de rock, originaire de Grenade. Son nom est basé sur le titre d'une chanson du groupe britannique de post-punk Bauhaus.

## Histoire

### Débuts et premiers albums
Le groupe est formé à Grenade avec Antonio Arias (ex-091, chant et basse), Juan Codorníu (guitare), Miguel Ángel Rodríguez Pareja, (guitare) et Eric Jiménez (ex-membre de KGB, membre de Los Planetas, batterie). En 1991, ils enregistrent leur premier album, Hipnosis, axé sur le punk et le rock, qui remporte un grand succès.
En 1992, ils signent avec CBS-Sony, enregistrant leur album studio Inercia', produit par Owen Davies (producteur, entre autres, des Rolling Stones, The Jam, Dire Straits). Dans ce deuxième album, leur son est plus défini, avec plus de maturité que le précédent, dans lequel les guitares deviennent plus rugueuses et plus tranchantes, avec des chansons plus fortes et des paroles plus développées. Ils enregistrent également un clip, réalisé par Ángel Arias, pour la chanson Nuevo Harlem, qui a été finaliste pour le meilleur vidéoclip de l'année au Vitoria Video Festival. Leur troisième album, Su, est enregistré en 1994, produit par Carlos Martos (Enrique Morente, Los Enemigos, Radio Futura...). Cet album marque un tournant dans la carrière du groupe, car à partir de cet album, leur son devient plus sombre, plus dur et plus brut, avec des influences du grunge et du néo-punk du milieu des années 1990. 
À la fin de 1996, le groupe enregistre ce qui est largement considéré comme l'une des œuvres espagnoles les plus importantes des 20 dernières années l'album Omega. Sur cet album, Enrique Morente, ainsi que d'autres artistes flamenco, chante des poèmes de Federico García Lorca au rythme du flamenco, accompagné par une grande liste d'artistes flamenco. Cette fusion du flamenco et du thrash metal est une nouveauté sur la scène musicale espagnole, tant pour le public que pour les critiques. Cet album est emmené en tournée et dans divers festivals par ses participants, comme l'Espárrago Rock en 1998. Pendant cette tournée, Eric Jiménez quitte le groupe et devient membre de Los Planetas, remplacé à la batterie par José Antonio Quesada (ex-Perpetual), qui a enregistré l'album Val del Omar. Après son départ, il est remplacé par David Fernández (ex-Sin Perdón).
Leur album Val Del Omar sort en décembre 1997, marquant une nouvelle évolution du groupe. Hommage au cinéaste grenadin José Val del Omar, les chansons sont basées sur des textes de ce dernier,. Le batteur du groupe, José Antonio Quesada, prend le relais, et Lagartija Nick développe un son quelque part entre le metal industriel et le minimalisme électro. Après cet album, Lagartija Nick quitte Sony et signe avec le label indépendant Zero Records en 1999, et Juan Codorníu et Miguel Ángel Rodríguez Pareja quittent le groupe, ne laissant qu'Antonio Arias de la formation originale. La batterie est finalement confiée à David Fernández et Paco Luque (Hora Zulú, ex Sin Perdón, King Changó et Fausto Taranto) rejoint le groupe à la guitare, ce dernier ayant collaboré sporadiquement avec le groupe par le passé.
En 1999, ils sortent le EP Space 1999, qui serait un avant-goût de l'album Lagartija Nick, dont les paroles sont principalement de courts poèmes sur l'univers et avec un son proche du nu metal et des touches électroniques, flirtant même avec le punk rock ou le psychédélique. Curiosité, les paroles de Newton s'inspirent des déclarations de l'astronaute espagnol Pedro Duque, qui avait déclaré qu'il était plus difficile de trouver un disque de Lagartija dans un magasin que d'arriver vivant sur Mars. Peu après la sortie de cet album, Miguel Ángel Rodríguez se remet à la guitare. Peu après, Paco Luque quitte également le groupe et Lorena Enjuto (anciennement de RATIO) rejoint le groupe en tant que deuxième bassiste ; Antonio joue de la basse distordue tandis que Lorena joue le rythme.

### Autres albums
En juin 2001, ils sortent Ulterior, un album qu'ils définissent comme plus techno, bien que sans éléments de musique électronique, les chansons étant conçues pour être jouées à travers des boites à rythmes, des loops, etc., avec un son encore plus proche du nu metal. Avec cet album, ils se lancent dans une série de concerts dans toute l'Espagne : Espárrago 2001, Socarrat 2001, etc. En janvier 2013, ils entament une tournée dans plusieurs salles d'Espagne avec les membres de la formation originale. En 2017, ils sortent le single Agonía, agonía, issu de leur album Crimen, sabotaje y creación, sorti la même année.
Le 11 mars 2022, ils donnent un concert au théâtre Campoamor d'Oviedo en hommage à la génération de 27, dans le cadre de la Semaine de l'audiovisuel contemporain SACO. 

## Membres
- Antonio Arias — voix, basse
- Juan Codorníu — guitare, voix
- Miguel Ángel Rodríguez Pareja — guitare
- Eric Jiménez — batterie
- JJ Machuca — claviers

## Discographie

### Albums studio
- 1991 : Hipnosis
- 1992 : Inercia
- 1995 : Su
- 1996 : Omega (avec Enrique Morente)
- 1997 : Val del Omar
- 1999 : Space 1999 (EP)
- 1999 : Lagartija Nick
- 2001 : Ulterior
- 2004 :  Lo Imprevisto
- 2007 :  El Shock de Leia
- 2009 :  Larga duración
- 2011 :  Zona de conflicto
- 2017 :  Crimen, sabotaje y creación
- 2019 :  Los Cielos Cabizbajos
- 2022 :  El Perro andaluz

### Singles
- 1991 : No lo puedes ver
- 1991 : Hipnosis
- 1991 : Déjalos sangrar
- 1992 : Nuevo Harlem
- 1992 : Solo amnesia
- 1992 : Satélite
- 1994 : El Próximo lunes
- 1994 : La Curva de las cosas
- 2000 : Mar de la tranquilidad
- 2000 : Azora 67
- 2000 : Agonía, agonía
- 2017 : Mapa de Canadá
- 2017 : La Leyenda de los hermanos Quero
- 2019 : Buenos días Hiroshima